# آندری استولیاروف
 آندری استولیاروف (روسی: Андрей Юрьевич Столяров؛ زادهٔ ۹ ژانویهٔ ۱۹۷۷) یک تنیس‌باز اهل روسیه است.